# Froião
Froião, segundo José Mattoso, era um castelo "roqueiro" medieval que devia ser o principal do território do Coura em 1156 e que deu o nome ao julgado de Froião no século XIII.
Este hoje encontrava-se em Boivão, no parque de merendas da Furna, e é apenas um imponente aglomerado rochoso que situa-se nas margens do Minho, entre os territórios da Pena da Rainha e de Cerveira, mas abrangia para sul, as terras altas onde está situado o actual concelho de Paredes de Coura, até aos pendores que, para sul descem ao Lima e faziam já parte do território de Riba de Lima, depois chamado de São Martinho”.
Este era cabeça de uma comarca ou distrito, só composto por aldeias, das quais a mais próxima era Insalde e, nas Inquirições de 1258, diz que os seus habitantes eram obrigados a fazer ou a reparar o rego que levava água para o castelo. Em contrapartida, estes tinham a regalia de se acolher lá com os seus haveres, em caso de ataque ou de guerra”. Já os das freguesias de Bico, Vascões e Cunha tinham obrigação de levar madeira. Englobava igualmente Cerdal e São Julião e Silva (Valença).